# Romunski novi val
Romunski novi val (romunsko Noul val românesc) je žanr realističnih in običajno minimalističnih filmov, ki jih snemajo v Romuniji od sredine 2000. let. Začetnika žanra sta nagrajena kratka filma dveh romunskih režiserjev: Un cartuș de Kent și un pachet de cafea Cristija Puiuja, ki je osvojil zlatega medveda za kratki film na berlinskem filmskem festivalu 2004, in Trafic Cătălina Mitulescuja, ki je pozneje istega leta zmagal v kategoriji kratkih filmov na festivalu v Cannesu.
Z estetskega vidika je filmom romunskega novega vala skupen resnoben, realističen in največkrat minimalističen pristop, pogosto prežet s črnim humorjem. Dogajanje nekaterih je postavljeno v pozna 80., poslednja leta vladavine Nicolaeja Ceaușescuja v komunistični Romuniji, in se ukvarjajo s temami svobode ter prilagodljivosti (na primer 4 meseci, 3 tedni in 2 dneva, Papir bo moder, Kako sem preživel konec sveta, Zgodbe iz zlate dobe). Drugi se dogajajo v sodobni Romuniji, analizirajo stanje romunske družbe po padcu komunizma ter kako sta nanjo vplivala tranzicija v demokracijo in prostotržni kapitalizem.

## Filmi romunskega novega vala
Naštet je izbor filmov, ki so osvojili katero od prestižnih nagrad na glavnih filmskih festivalih.
2003
- Corneliu Porumboiu: Potovanje v mesto (Călătorie la oraș)

2004
- Cristi Puiu: Un cartuș de Kent și un pachet de cafea
- Cătălin Mitulescu: Trafic

2005
- Cristi Puiu: Smrt gospoda Lăzărescuja (Moartea domnului Lăzărescu)

2006
- Cătălin Mitulescu: Kako sem preživel konec sveta (Cum mi-am petrecut sfârșitul lumii)
- Corneliu Porumboiu: A fost sau n-a fost?

2007
- Cristian Mungiu: 4 meseci, 3 tedni in 2 dneva (4 luni, 3 săptămâni și 2 zile)
- Cristian Nemescu: California Dreamin'

2008
- Adrian Sitaru: Pescuit sportiv
- Bogdan Mustață: Odličen dan za kopanje (O zi bună de plajă)
- Marian Crișan: Megatron

2009
- Radu Jude: Najsrečnejše dekle na svetu (Cea mai fericită fată din lume)
- Radu Mihăileanu: Koncert (Concertul)
- Corneliu Porumboiu: Policijski, pridevnik (Polițist, Adjectiv)

2010
- Florin Șerban: Če hočem žvižgati, žvižgam (Eu când vreau să fluier, fluier)
- Cristi Puiu: Aurora
- Marian Crișan: Morgen
- Bogdan George Apetri: Periferic
- Radu Muntean: Torek, po božiču (Marți, după Crăciun)

2011
- Adrian Sitaru: Z najboljšimi nameni (Din dragoste cu cele mai bune intenții)

2012
- Cristian Mungiu: Daleč za griči (După dealuri)

2013
- Călin Peter Netzer: Položaj otroka (Poziția copilului)
- Tudor Cristian Jurgiu: În acvariu

2015
- Radu Jude: Bravo! (Aferim!)
- Corneliu Porumboiu: Zaklad (Comoara)
- Florin Șerban: Box

2016
- Bogdan Mirică: Psi (Câini)
- Cristian Mungiu: Matura (Bacalaureat)
- Cristi Puiu: Sieranevada
- Radu Jude: Ranjena srca (Inimi cicatrizate)

2017
- Constantin Popescu: Pororoca
- Călin Peter Netzer: Ana, ljubezen moja (Ana, mon amour)

2018
- Adina Pintilie: Ne dotikaj se me (Nu mă atinge-mă)
- Radu Jude: Vseeno mi je, če bomo v zgodovino zapisani kot barbari (Îmi este indiferent dacă în istorie vom intra ca barbari)

2020
- Cristi Puiu: Malmkrog

2021
- Radu Jude: Nesrečni fuk ali Nori pornič (Babardeală cu bucluc sau porno balamuc)